# Say Hello to Tragedy
Say Hello to Tragedy è il settimo album del gruppo tedesco metalcore Caliban, uscito nell'agosto del 2009. L'album è stato seguito da un lungo tour internazionale chiamato Night of the Living Shred.

## Lista tracce
1. 24 Years
2. Love Song
3. Caliban's Revenge
4. End This Sickness
5. Walk Like The Dead
6. No One Is Safe
7. Liar
8. The Denegation of Humanity
9. Unleash Your Voice
10. All I Gave
11. In the Name of Progression
12. Coma